# Robert Smolańczuk
Robert Smolańczuk (ur. 17 kwietnia 1962 w Olecku) – polski fizyk teoretyk, doktor habilitowany nauk fizycznych, pracownik naukowy w Narodowym Centrum Badań Jądrowych.

## Życiorys
W roku 1988 ukończył studia magisterskie na kierunku fizyka na Uniwersytecie Warszawskim, doktorat uzyskał w roku 1996 w Instytucie Problemów Jądrowych im. Andrzeja Sołtana na podstawie rozprawy pt. Properties of Heaviest Atomic Nuclei. Stopień doktora habilitowanego nauk fizycznych (specjalność: teoretyczna fizyka jądrowa), uzyskał w tym samym instytucie za rozprawę Stabilność i synteza kulistych jąder superciężkich. W latach 1998–1999 przebywał na stażu w Lawrence Berkeley National Laboratory jako stypendysta Fulbrighta.
W swoich pracach pod koniec 1998 roku przewidział możliwość wytworzenia atomów pierwiastka o liczbie atomowej 118 przez zderzanie atomów kryptonu z atomami ołowiu, co wówczas było uznawane za niemożliwe przez większość naukowców zaangażowanych w prace badawcze nad ciężkimi pierwiastkami (pierwiastek ten, oganeson, został otrzymany w 2002 roku, jednak inną metodą). W 2000 roku otrzymał Nagrodę Nitchkego za wkład w rozwój fenomenologicznego modelu syntezy ciężkich jąder. Pracuje w Narodowym Centrum Badań Jądrowych w Otwocku.